# Coliseo Mario Morales
Il Coliseo Mario Morales è il principale palazzetto dello sport della città portoricana di Guaynabo.
Il Coliseo Mario Morales ospitava le gare interne delle Mets de Guaynabo, impegnate nella Liga de Voleibol Superior Femenino, mentre tuttora ospita quelle dei Mets de Guaynabo, impegnati nella Liga de Voleibol Superior Masculino, e quelle dei Mets de Guaynabo, impegnati nel Baloncesto Superior Nacional.
Nel 2004 viene assume la denominazione attuale, in onore dell'ex cestista dei Mets de Guaynabo Mario Morales.